# The King Maker
Pour les articles homonymes, voir Kingmaker.
Pour plus de détails, voir Fiche technique et Distribution.
The King Maker (thaï : กบฎท้าวศรีสุดาจันทร์, Kbḍ tĥāw ṣ̄rī s̄udā cạnthr̒) est un film anglo-thaïlandais réalisé par Lek Kitaparaporn, sorti en 2005. The King Maker est le premier film thaïlandais à avoir été tourné en langue anglaise depuis The King of the White Elephant (1940) de Pridi Phonmayong.

## Synopsis
En 1547, le mercenaire portugais Fernando de Gama part vers les Indes pour faire fortune. Mais son navire fait naufrage. Il est capturé par des marchands d'esclaves et emmené à Ayutthaya. Marion, une jeune portugaise qui vit avec son père Philippe au royaume d'Ayutthaya, l'achète et le libère. Malheureusement Fernando connaît Philippe : c'est le meurtrier de ses propres parents. 
Nommé soldat de la garde royale après avoir sauvé le roi d'Ayutthaya Chairacha d'une tentative de meurtre, Fernando de Gama, aidé par son ami Tong, doit maintenant essayer de déjouer le complot de la reine Sudachan qui souhaite la mort de son époux afin que son amant Phan puisse accéder au trône.

## Fiche technique
- Titre : The King Maker
- Titre original : กบฎท้าวศรีสุดาจันทร์[2] (Kbḍ tĥāw ṣ̄rī s̄udā cạnthr̒)
- Autre titre : The Rebellion of Queen Sudachan
- Réalisation : Lek Kitaparaporn
- Production : David Winters[3]
- Société de distribution : Sahamongkol Film International[4]
- Pays d'origine :  Thaïlande
- Genre : Aventure, drame et historique
- Durée : 92 minutes
- Langue : anglais et thaï
- Dates de sortie : 
  - Thaïlande : 20 octobre 2005[5]
  - France : 3 février 2009 (en DVD et Blu-ray)[5]

## Distribution[6]
- Gary Stretch (VF : Antoine Tomé) : Fernando de Gama
- John Rhys-Davies (VF : Frédéric Souterelle) : Phillippe De Torres
- Cindy Burbridge : Maria De Torres
- Nirut Sirichanya (VF : Antoine Tomé) : Le Roi d'Ayutthaya Chairacha (Chairachathirat / ไชยราชาธิราช)
- Yoe Yossawadee (ยศวดี หัสดีวิจิตร) : La Reine Sudachan, femme du roi Chairacha (ศรีสุดาจันทร์)
- Akara Amarttayakul : Phan But Sri Thep, amant de la Reine Sudachan (พันบุตรศรีเทพ) (Worawongsathirat / วรวงศาธิราช),
- Charlie Trairat : Le très jeune Prince Yodfa (fils du roi Chairacha)
- Oliver Pupart : Le Seigneur Chakkraphat (พระมหาจักรพรรดิ) (demi-frère du roi Chairacha[7], époux de la légendaire princesse Suriyothai)
- Dom Hetrakul : Tong, valeureux guerrier thaï, ami de Fernando de Gama
- Uraiwan Phattanasilp : Malee, femme de Tong
- Artthapan Poolsawad : fils de Tong
- Prasita Katirattanachai : sœur de Tong
- Mark Sobbels : Père Pedro
- Michael Hardie : Fernando enfant
- Shaun Delaney : père de Fernando
- Emma : mère de Fernando
- Ammara Assawanon (en) (dauphine à Miss Thaïlande 1953 et représentante de la Thaïlande à Miss univers 1954) (VF : Nikie Lescot) : Yai Yun, la sorcière
- Byron Bishop (mari de Cindy Burbridge) : chef des ninja
- Dean Alexandrou : ninja
- Fei Gao : ninja
- Daniel O'Neill : soldat portugais
- Nate Harisson : soldat portugais

 Source et légende : version française (VF) sur RS Doublage